# Хумза Юсаф
Хамза Харун Юсаф (на английски: Humza Haroon Yousaf) е шотландски политик, първи министър на Шотландия и лидер на Шотландската национална партия (ШНП) от март 2023 г. Заемал е постовете министър на правосъдието на Шотландия в кабинета на Никола Стърджън от 2018 до 2021 г. и министър на здравеопазването от 2021 г. Член на шотландския парламент за избирателния район Глазгоу-Полок от 2016 г., преди това от 2011 г. до 2016 г. е избиран в регионалните листи на ШНП в района на Глазгоу.

## Биография
Роден е на 7 април 1985 г. в семейство на пакистански имигранти в Глазгоу. Учи политически науки в университета в Глазгоу и по-късно служи като парламентарен асистент на Башир Ахмад – първият мюсюлманин, избран в шотландския парламент през 2007 г. Когато Ахмад умира от инфаркт две години по-късно, Юсаф започва работа като парламентарен асистент както на Алекс Салмънд, така и на Никола Стърджън. Преди да бъде избран в шотландския парламент през 2011 г., Юсаф е работил в централата на ШНП в сферата на комуникациите. През 2012 г. той е назначен за младши министър в администрацията на Салмънд и е избран за министър на външните работи и международното развитие до 2014 г. След назначаването на Никола Стърджън за първи министър на Шотландия през 2014 г., той се присъединява към нейния кабинет като държавен секретар за Европа и е назначен за министър на транспорта през 2016 г. Като част от преустройството във втория ѝ кабинет през 2018 г. Стърджън го номинира за главен прокурор. На тази позиция Юсуф, наред с други неща, представя противоречивия законопроект за престъпленията от омраза. През годините на неговото министерство Шотландия отбелязва спад в престъпността. През 2021 г. той е назначен за министър на здравеопазването по време на късната фаза на пандемията от COVID-19 и отговаря за възстановяването на Шотландската национална здравна служба, както и за въвеждането на програмата за ваксиниране, която започва неговия предшественик.

## Политическа кариера
На 28 март 2023 г. е назначен за първи министър на Шотландия с гласовете на 71 шотландски депутати. На следващия ден Юсаф полага клетва в Единбург и полага клетва за вярност към краля на Великобритания, след което официално встъпва в длъжност. Така той става пазител на Големия печат на Шотландия, като получава правото да подпечатва с него от името на Короната законите и разпоредбите, приети в Шотландия.
В правителството, съставено от Юсуф, жените получават повече от половината от министерствата, но неговият съперник в борбата за лидерство в партията Кейт Форбс, която е бивш министър на финансите в правителството на Стърджън, отхвърля предложението да заеме поста на министър на провинцията и островите.